# 维西小檗
维西小檗（学名：Berberis weixiensis）为小檗科小檗属的植物，为中国的特有植物。分布于中国大陆的云南等地，生长于海拔2,000米的地区，常生长在河边以及路旁，目前尚未由人工引种栽培。